# Robert Mimra
Robert Mimra (13. června 1972 Pardubice) je český hudební skladatel, pedagog, interpret a umělecký manažer. 

## Život
Vystudoval Pražskou konzervatoř v oborech varhany a skladba, na HAMU v Praze absolvoval obor cembalo. Dále se zdokonaloval na mistrovských kurzech. Aspekty hudby zkoumá nejen jako skladatel a hudebník, ale i jako pedagog, autor článků, lektor a manažer. Byl ve vedení tří uměleckých škol, založil spolek Mariona a od roku 2013 řídí společnost Portedo o.p.s. Zabývá se hudebním managementem a pedagogikou a na toto téma publikuje články v odborném tisku. Od roku 2017 vede sekci skladby Umělecké rady ZUŠ ČR.

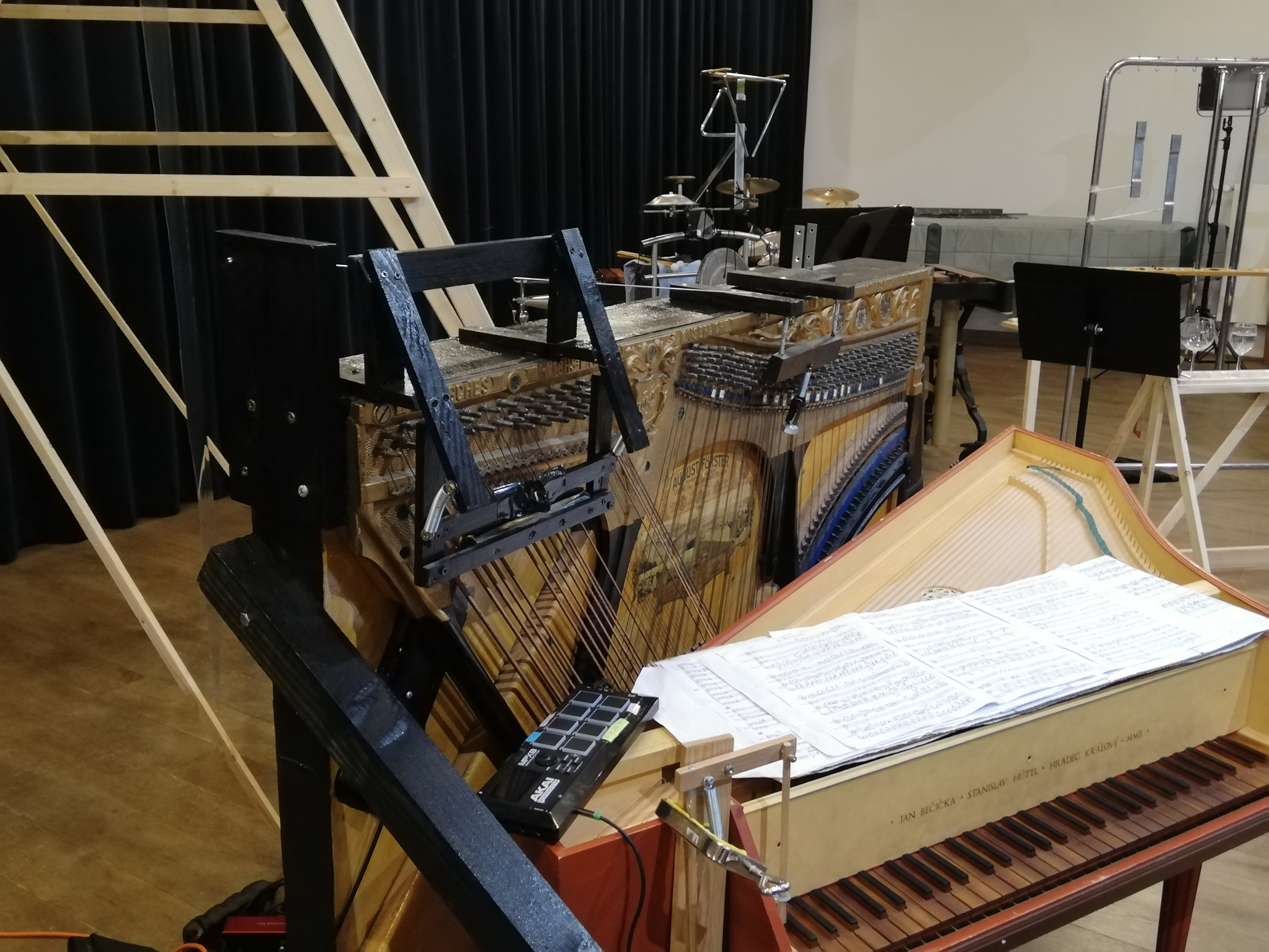
Preparovaný klavír

Košatá pracovní historie mu umožnila vyzkoušet různé přístupy k hudební tvorbě. Jako skladatel se kromě standardní práce věnuje experimentálním skladbám a také instruktivní tvorbě pro děti. Příkladem je dětská opera Budulínek provedená v r. 2006. Jeho skladatelské portfolium je ovšem mnohem širší a zahrnuje v sobě různé druhy skladeb.

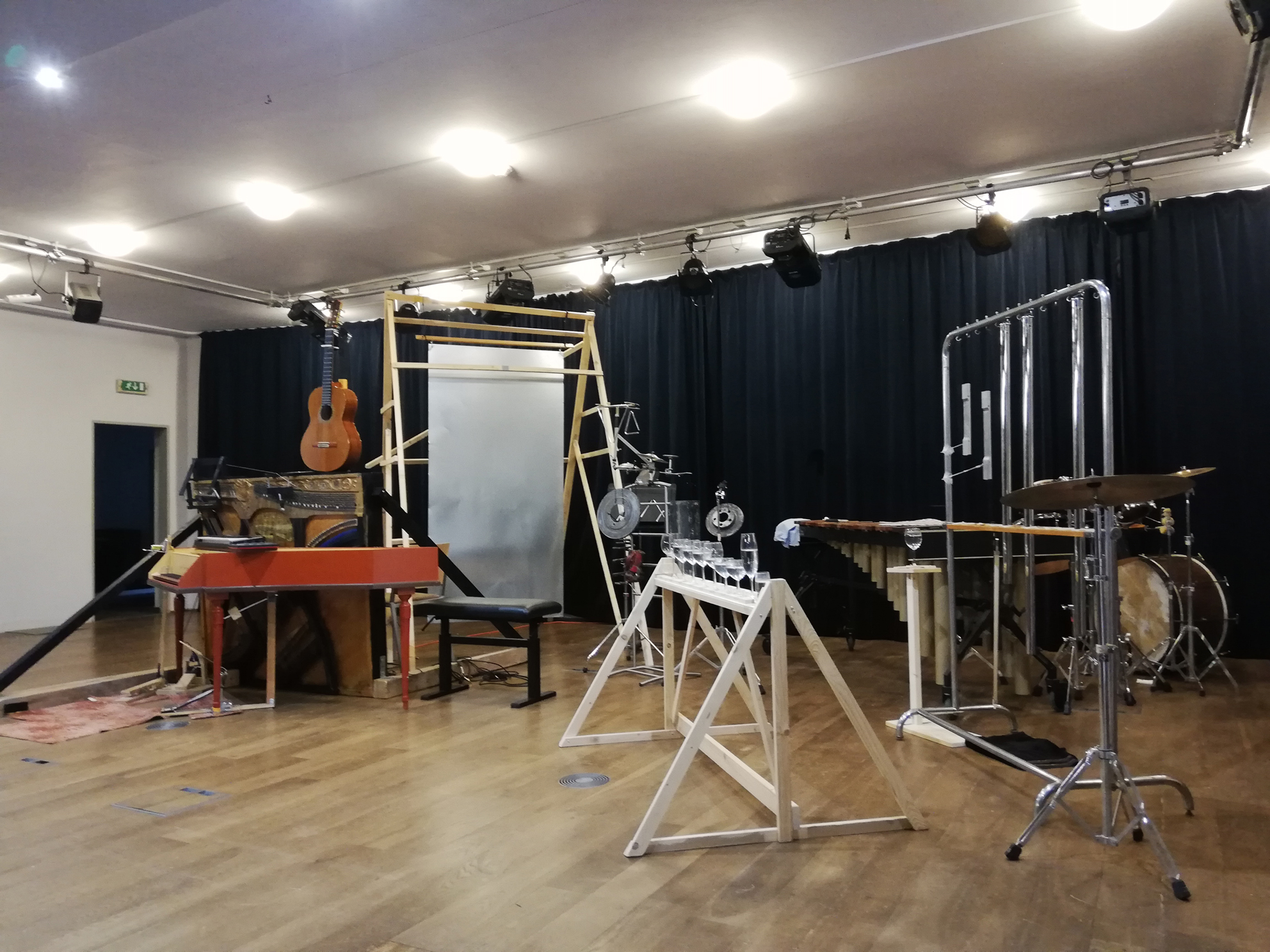
Preparovaný klavír a další nástroje připravené k hudební produkci

Ve své tvůrčí činnosti nepracoval pouze s klasickým koncertním obsazením skladeb, ale také s různými  netradičními zvuky a jejich propojení při koncertním provedení. To jej vedlo ke spolupráci s umělci z dalších oborů, především s výtvarníky a tanečníky (viz např. experimentální video Plavkyně pro tanečnice a bicí z roku 2022).
V posledních letech ho hledání nových zvuků přivedlo k preparovanému klavíru. Ve vlastním projektu Preparovaný klavír se tímto tématem zabývá jak muzikologicky, tak aktivně jako skladatel a interpret. Kombinuje cembalo s totálně preparovaným klavírem a bicími. Těmto nástrojům jsou pak věnovány jeho nové skladby Tři preludia, Pět zpěvů a Sedm obrazů. Tyto skladby pracují s barokními inspiracemi (non mesuré preludia, texty z Vivaldiho oper, inspirace barokní afektovou teorií), ale hudební jazyk skladeb (harmonie, melodika, vnímání tonality) je již soudobý. Užití gumového dusítka strun odkazuje na hudbu Johna Cage. Připomínkou skladatele George Crumba jsou flaggeolety, pizzicato bříšky prstů nebo nehtem na struny cembala a klavíru nebo lehký kovový řetízek na strunách cembala.

## Dílo
Robert Mimra je autorem mimo jiné těchto hudebních děl:
- 5 zpěvů pro zpěv, preparovaný klavír, cembalo, keyboard a bicí (2024)
- 3 preludia pro preparovaný klavír, cembalo a bicí (2023)
- 7 obrazů pro housle, preparovaný klavír, cembalo a bicí (2022)
- 3 per 2 pro klarinet a preparovaný klavír
- Nymphes Lied pro soprán a klavír
- Budulínek, dětská opera
- Na cestě pro tenor, klarinet a klavír
- Suita pro klarinet a klavír
- Plavkyně ‒ videoperformance (2022)